# Mycoleptodonoides aitchisonii
Mycoleptodonoides aitchisonii är en svampart som först beskrevs av Miles Joseph Berkeley, och fick sitt nu gällande namn av Rudolf Arnold Maas Geesteranus 1961. Mycoleptodonoides aitchisonii ingår i släktet Mycoleptodonoides och familjen Meruliaceae.   Inga underarter finns listade i Catalogue of Life.